# Euxoa brevistriga
Euxoa brevistriga är en fjärilsart som beskrevs av Smith 1910. Euxoa brevistriga ingår i släktet Euxoa och familjen nattflyn. Inga underarter finns listade i Catalogue of Life.